# عبد الكريم فضل الله
عبد الكريم فضل الله (1956-)، رجل دين شيعي من لبنان.

## حياته
ولد في النجف عام 1956 م.حين كان والده يطلب العلوم الدينية هناك، وهو من عائلة علمية تعود في نسبها إلى الحسن بن علي بن أبي طالب، فهو حفيد محمد حسن فضل الله من بلدة عيناثا من جبل عامل وابن القاضي المؤرخ علي فضل الله مستشار المحاكم الشرعية في بيروت.
درس المقدمات في النجف على يد كبار العلماء والمراجع حيث حاز درجة الاجتهاد، وهو يُدرّس بحث الخارج في الحوزة العلمية في لبنان والحوزة العلمية في قم المقدسة. كان توجهه إيمانيّاً منذ صغره، فقد درس كتاب قطر الندى في النحو على والده وهو ابن عشر سنين كما درس كذلك منهاج الصالحين. وبعدما أنهى دراسته الثانوية، ونجح من امتحان الدخول في كلية الطب في الجامعة اليسوعية في بيروت قرَّر التوجه إلى النجف والانقطاع إلى العلوم الدينية وذلك سنة 1973 م.
ورغم كونه مجتهدا في عالم الدرس والتدريس في النحو والمنطق والفقه والأصول والبيان فقد قرَّر ترك النجف أثناء المحنة القاسية التي مرَّت بها الحوزة خصوصاً والعراق عموماً، مودعاً مراجعها وعلمائها وأساتذتها وفي قلبه غصّة لذلك.
وصل إلى لبنان والحرب الأهلية على أشُدِّها التي استمرت بعد الاجتياح الإسرائيلي، وقرّر أن يبقى مع الناس يؤدِّي مهمته التبليغية خصوصاً على صعيد الجامعات والمدارس وإنشاء حلقات تعليمية رغم القصف المدفعي والصاروخي على التجمعات السكنية، ورغم الأوضاع الأمنية الصعبة التي كانت تمرُّ البلاد. فقد جدَّد النشاط في جمعية الإمام الحسين بن علي الخيرية مع أخيه عبد الله حيث أسست مراكز طبيَّة وثقافية وعلمية، وانبثق عنها جمعية تعنى بالبيئة والنظام العام. كما أسس معه حوزة الثقلين العلمية.
درَّس في لبنان المقدمات والسطوح وصولاً إلى كفاية الشيخ الآخوند ومكاسب ورسائل الشيخ الأنصاري ومنذ عدّة سنوات يلقي محاضرات في بحوث الخارج. تم تأسيس هيئة أمناء الحوزات العلمية في لبنان التي انبثقت عن هيئة المؤسسين. وصدر ميثاق الحوزات العلمية بتاريخ 27 رجب 1423 هجرية الموافق 7 – 1 – 2002 م. هذه الهيئة المؤلفة من سبعة من علماء لبنان تساندها هيئة المؤسسين المؤلفة من أحد عشر عضواً من العلماء ليست جهة رسمية بل جهة حوزوية أُنيط بها ضبط الوضع الحوزوي وتطويره.
شغل منصب أمين عام هيئة أمناء الحوزات العلمية في لبنان، ويشرف على عدد من الحوزات العلمية الدينية (معهد الثقلين للدراسات والعلوم الدينية، معهد الإمام الباقر (ع) للعلوم والدراسات الإسلامية)، كما يشرف على جمعية الإمام الحسين ابن علي الخيرية التي يرأسها ويديرها أخوه عبد الله فضل الله والتي تملك مراكز صحية ومؤسسات تربوية عدة في لبنان.

## حياته الخاصة
والده القاضي المؤرخ علي فضل الله  صاحب مؤلفات عديدة منها: سيرة الرسول وخلفائه، الأخلاق الإسلامية، في ظلال الوحي، وجدُّه لأبيه محمد حسن فضل الله صاحب مؤلفات عديدة ومن أبرز المؤسسين للمجلس الإسلامي الشيعي الأعلى في لبنان.
ووالدته الأديبة السيدة مريم نور الدين ابنة السيد عبد الحسين نور الدين وكان من وجهاء مدينة جويّا في جبل عامل وهو نجل مصطفى نور الدين الذي يتصل نسبه بالإمام السابع موسى بن جعفر الكاظم.

## مؤلفاته
- وسيلة المتفقهين : هو دورة فقهية كاملة من ثلاثة أجزاء، صدر منه الجزء الأول في الطبعة الأولى في العبادات سنة 1419 هـ / 1998 م، والجزء الثاني في كافة العقود من البيع حتى النكاح، أما الثالث فيشمل الإيقاعات والاحكام.
- طفل الأنبوب والاستنساخ: بحث فقهي استدلالي لمسألة طفل الأنبوب: البحث في جواز العملية؟. من هو الأب؟. من هي الأم؟. وهو بحث مختصر لدرس المؤلف حول هذا الموضوع يستعرض فيها كل الحالات المحتملة والوجوه في هذه المسألة ومناقشتها ثم الاستدلال على المختار، يليه بحث فقهي استدلالي أيضا عن الاستنساخ، هل تجوز العملية؟. من هو الاب؟. من هي الأم؟. بحث فيها جميع الاحتمالات والوجوه أيضا.
- تهمة التحريف بين المسلمين الشيعة والسنة: يستعرض المصنف ما يمكن أن يكون دليلا على التحريف عند السنة والشيعة، والجواب عنه وصولا إلى أن التهمة التي يتقاذفها المسلمون خصوصا بعض السنة ضد الشيعة، تهمة باطلة لا يقول بها عموم المسلمين مستعرضا أقوال كبار علمائهم، وهو ما يخدم فكرة التوحيد وأنها تهمة ليس إلا.
- لو بايع الحسين (ع): كتاب تاريخي تحليلي يسلَّط الضوء على جانب مهم من أسباب الحركة الحسينية، حيث يثبت بالبرهان أنه لولا كربلاء لم يبق الإسلام، لا شيعة ولا سنة، وأن القرآن كان سيختفي من بين أيدينا، وأن الأذان لم نعد لنسمعه،
- منهجية الاستنباط: هو كرَّاس صغير يبرمج عمليّة الاستنباط وينظّمها في ذهن الطالب، حيث يقسًَم الشبهات إلى ثلاث: حكمية، ومفهوميَة، ومصداقية. وكل الشبهات تعود إلى هذه الثلاث.
- مطارحات في الفن والجمال: هو كتاب يتناول مفهومي الفنّ والجمال بوجهة نظرة الغرب والإسلام من خلال تناول الأحاديث والآيات القرآنية والأدعية، أعدّه وبحث فيه الشيخ محمّد طه.
- الزواج والطلاق المدني: في مشاريع الزواج المدني وهي خمسة أبحاث نقدية
- الحجاب هو هي والرغبة.
- بيان مواقع الاصول والقواعد في عملية الإستنباط.
- دروس في منهجية الإستنباط.
- المصطلحات: المعنى الفقهي.
- إطلالة على الإسلام.

## مطبوعات
- الفن في الفقه الإسلامي: محاضرة ألقيت في مؤتمر الشيخ الأنصاري «ره» في إيران.
- بين القانون المدني الإنساني والفقه الإسلامي.
- الحجاب.
- مقدمة لكتاب - روض الصالحين - ،- الأخلاق الإسلامية في ظلال الوحي -، - المرأة في ظل الإسلام - ، - نبضات حروف «خواطر ارتسمت على صفحات الفؤاد».
- تحقيق وطباعة: مخطوطة كتاب – مباحث الحجة والأصول العملية – لمؤلفه آية الله السيد محمد حسن فضل الله. مع مقدمة أصولية له. وكتاب روض الصالحين لنفس المؤلف في الأخلاق مع مقدمة له.
- مطارحات في الفنّ والجمال.